# Condren
Condren ist eine französische Gemeinde mit 682 Einwohnern (Stand: 1. Januar 2022) im Département Aisne in der Region Hauts-de-France. Sie gehört zum Arrondissement Laon, zum Kanton Chauny und zum Gemeindeverband Chauny-Tergnier-La Fère. Die Einwohner werden Condrinois und Condrinoises genannt.

## Geografie
Die Gemeinde Condren liegt rund 25 Kilometer nordwestlich von Laon an der Oise, in die hier an der Grenze zur Nachbargemeinde Amigny-Rouy das Flüsschen Servais einmündet und am parallel zur Oise verlaufenden Sambre-Oise-Kanal. Umgeben ist Condren von den Nachbargemeinden Tergnier im Nordosten und Osten, Amigny-Rouy im Südosten, Sinceny im Süden sowie Viry-Noureuil im Westen und Nordwesten. Die in Nord-Süd-Richtung durch Condren führende Hauptstraße verläuft auf der alten Heerstraße Chaussée Brunehaut von Saint-Quentin nach Soissons.

## Bevölkerungsentwicklung
| Jahr                       | 1962 | 1968 | 1975 | 1982 | 1990 | 1999 | 2011 | 2021 |
| Einwohner                  | 571  | 566  | 558  | 732  | 725  | 686  | 711  | 692  |
| Quellen: Cassini und INSEE |      |      |      |      |      |      |      |      |

## Sehenswürdigkeiten

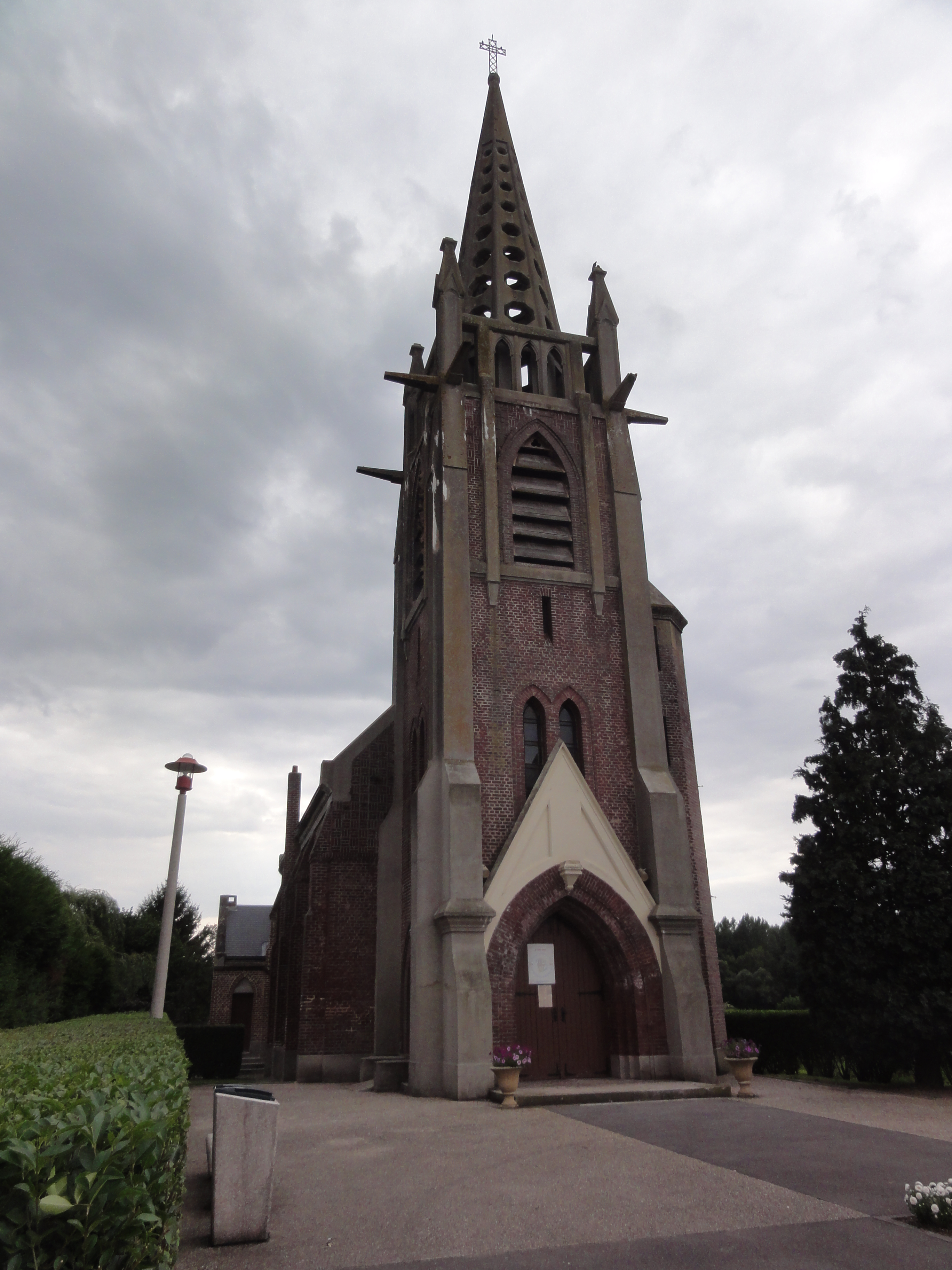
Kirche Saint-Pierre

- Kirche Saint-Pierre